# Comuna Remeniv, Kameanka-Buzka
Remeniv (în ucraineană Ременів) este o comună în raionul Kameanka-Buzka, regiunea Liov, Ucraina, formată din satele Remeniv (reședința) și Vîslobokî.

## Demografie
Componența lingvistică a comunei Remeniv
     Ucraineană (99,66%)
     Alte limbi (0,34%)
Conform recensământului din 2001, majoritatea populației comunei Remeniv era vorbitoare de ucraineană (99,66%), existând în minoritate și vorbitori de alte limbi.